# Syrtjärnen
Syrtjärnen är en sjö i Älvdalens kommun i Dalarna och ingår i Dalälvens huvudavrinningsområde. Sjön har en area på 0,218 kvadratkilometer och ligger 507,2 meter över havet.

## Delavrinningsområde
Syrtjärnen ingår i det delavrinningsområde (684471-136547) som SMHI kallar för Nedlagd mätstation. Medelhöjden är 499 meter över havet och ytan är 24,49 kvadratkilometer. Räknas de 76 avrinningsområdena uppströms in blir den ackumulerade arean 890,76 kvadratkilometer. Fjätan (Kölån) som avvattnar avrinningsområdet har biflödesordning 2, vilket innebär att vattnet flödar genom totalt 2 vattendrag innan det når havet efter 437 kilometer. Avrinningsområdet består mestadels av skog (75 procent) och sankmarker (19 procent). Avrinningsområdet har 0,22 kvadratkilometer vattenytor vilket ger det en sjöprocent på 0,9 procent.